# Giuseppe Comandi

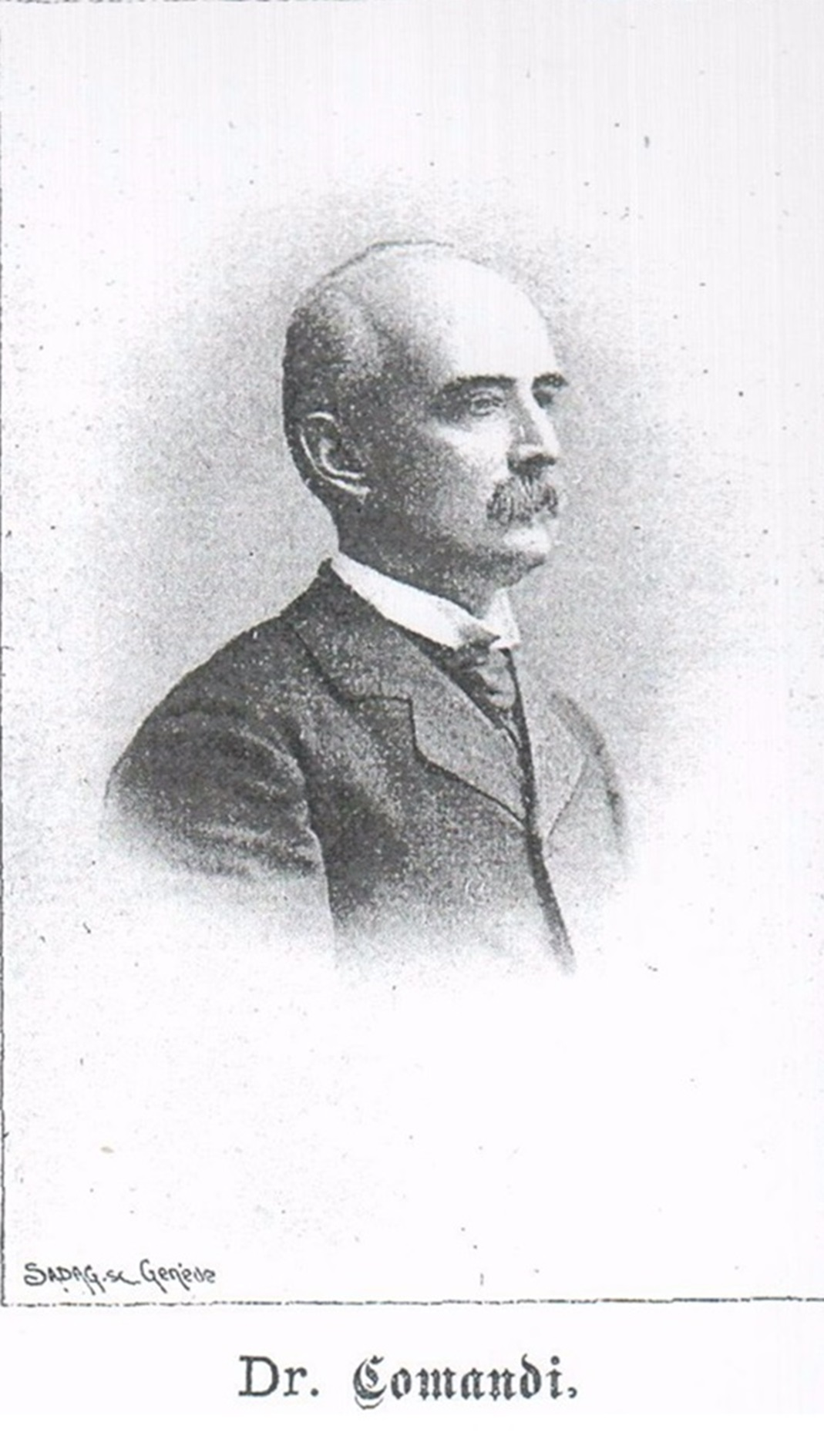
Giuseppe Comandi, 1899

Giuseppe Comandi (* 18. Mai 1844 in Montalcino; † 29. November 1905 in Chexbres in der Schweiz) war ein italienischer Theologe. Er war Waldenser-Prediger und Philanthrop, Gründer der Waldenser-Kirche von Siena und des Comandi-Instituts in Florenz. Bekannt wurde er durch die Veröffentlichung mehrerer Artikel in den Brosamen von Franz Eugen Schlachter und durch die Mitarbeit von Anna von Weling in Florenz. Schlachter berichtete nicht nur in den Brosamen von Comandis Arbeit, sondern gab auch eine Broschüre namens  Dr. Comandis Liebeswerk in Italien heraus.

## Leben
Geboren in Montalcino in einer Familie von Landbesitzern, absolvierte er 1865 ein Studium in Politikwissenschaft und Volkswirtschaftslehre in Pisa. Hier traf er Enrico Mayer, einen Pädagogen deutscher Herkunft. Am 30. April 1866 heiratete er Caroline die Tochter von Henry Mayer, trotz der Vorbehalte ihrer Familien. Seine Frau starb aber zusammen mit der Tochter bei der Geburt. Comandi kehrte, völlig verzweifelt, in seine Heimat Montalcino zurück, obwohl weiterhin eine Feindschaft der Familie bestand, die seine Verbindung mit protestantischen Kreisen nicht dulden wollte und ihn enterbte.
Sein Vater unterstützte ihn aber weiterhin. Der Protestant Paul Geymonat, Professor an der Theologischen Fakultät der Waldenser von Florenz, war für Comandi eine unschätzbare Hilfe. Durch ihn überstand er die tiefe geistige Krise, die 1867 zu seiner Bekehrung führte. Er besuchte die Theologische Fakultät von Florenz von 1870 bis 1873. Nach Abschluss seines Studiums schloss er sich der Waldenser-Kirche an, widmete sich der Evangelisation und der Diakonie, insbesondere der Waisenarbeit.
Giuseppe Comandi begann 1873 mit einer Waisenarbeit in Florenz. Er nahm Waisenknaben ab dem 3. Lebensjahr unentgeltlich auf. Er arbeitete ganz im Vertrauen auf Gott – ähnlich wie Georg Müller in Bristol – und hatte die geistlichen Anliegen für die Kinder in den Vordergrund gestellt. Er wollte „die Kinder mit dem Erlöser in Verbindung bringen“. Die Zusammenarbeit mit Anna von Weling, dieser führenden Dame der Heiligungsbewegung, war sehr gut. Nach deren Tod sagte er: „Wir weinen hauptsächlich mit den Kindern, die in Fräulein von Weling eine wahre Mutter verloren haben … Ja, dieser unerwartete Tod betrübt uns aufs Tiefste und zeigt uns wie innig wir diese Freundin geliebt haben. Sie hat auch ein Jahr lang mit uns in Florenz gearbeitet, wo sie sich treue Freunde erworben hatte, und jeder ihre Rückkehr gewünscht hätte …“ 
Comandi war ein beliebter Prediger. Seine Predigten waren vom Schweizer Pietismus geprägt, und er kannte die Kontroversen, die zwischen den verschiedenen Konfessionen bestanden. Er gründete die Waldenser-Kirche von Siena und eröffnete daneben im Jahr 1888 eine Schule. 1883 gab es die ersten Gottesdienste und im Jahre 1886 wurde der erste Pfarrer ordiniert. 
Durch Mayer kam Comandi in Kontakt mit der pädagogischen Welt und interessierte sich für Bildungs- bzw. philanthropische Initiativen in Europa. Im Jahr 1876 eröffnete er den evangelischen Kindergarten, dann das „Asylum Comandi“, die größte toskanische evangelikale Initiative, in Via Arezzo. Die Idee der kirchlichen Institution definierte er als frei von Zwängen und ausschließlich durch Spenden getragen. Kurz nachdem er 1891 Cecilie Paroz geheiratet hatte, eine Tochter des Schweizer Pädagogen Jules Paroz, bekam er gesundheitliche Probleme. Während eines Aufenthaltes in der Schweiz verstarb Comandi in Chexbres am 29. November 1905.

## Publikationen
- Inni e cantici per l’Asilo professionale evangelico di Firenze, Florenz, Claudiana 1892